# Pilisvörösvár (distrikt)
Pilisvörösvár är ett distrikt i Ungern. Det ligger i provinsen Pest, i den nordvästra delen av landet, nordväst om huvudstaden Budapest.